# Kościół Ewangelicki św. Wawrzyńca w Nasalach
Kościół ewangelicki św. Wawrzyńca – drewniany kościół, który znajdował się pierwotnie w Zdziechowicach, następnie w Nasalach. Zniszczony podczas pożaru w 2010 roku.

## Historia
Wybudowano go w Zdziechowicach jako świątynię katolicką. Około 1560 (w czasie reformacji) został przejęty przez ewangelików. W 1730 przebudowany. W 1938 w miejscu, które zajmował, zaczęto budowę nowej świątyni ewangelickiej. W 1939 kościół został przeniesiony do wsi Nasale. Po II wojnie światowej pełnił funkcję kościoła filialnego parafii ewangelicko-augsburskiej Chrystusa Króla w Kluczborku w diecezji katowickiej.
11 maja 2010 kościół spłonął, a prawdopodobną przyczyną pożaru było wyładowanie atmosferyczne.
23 listopada 2012 biskup Tadeusz Szurman, zwierzchnik diecezji katowickiej Kościoła Ewangelicko–Augsburskiego, poświęcił kamień węgielny i wmurował akt erekcyjny pod budowę nowej, murowanej świątyni, która stanęła w miejscu dawnego kościoła drewnianego.

## Architektura i wnętrze
Był to kościół jednonawowy, konstrukcji zrębowej, orientowany, na ceglanej podmurówce. Prezbiterium było mniejsze od nawy, zamknięte trójbocznie z zakrystią i lożą kolatorską na piętrze. Z boku nawy była kruchta. Dach dwukalenicowy z wieżyczką zakończoną drewnianym hełmem, pokrywał gont. Strop o charakterze pozornego sklepienia kolebkowego. Chór muzyczny posiadał wybrzuszony parapet oraz dekorację w postaci wici roślinnej z XVII wieku, wsparty był na profilowanych słupach z organami w stylu rokokowym.
Wnętrze kościoła upiększały zabytkowe elementy:
- polichromia patronowa na stropie z XVI wieku,
- ambona barokowa z końca XVII wieku,
- ława kolatorska z XVII wieku,
- ołtarz główny w formie tryptyku gotyckiego z około 1490 roku[5],
- dzwon gotycki,
- chrzcielnica z 1700[6].